# 1520 Imatra
1520 Imatra (1938 UY) là một tiểu hành tinh vành đai chính được phát hiện ngày 22 tháng 10 năm 1938 bởi Vaisala, Y. ở Turku.